# 劉希龍 (嘉靖進士)
劉希龍（1490年—？），字汝言，號西泉，河南懷慶衛守禦衛輝前所官籍，湖廣零陵縣人，明朝政治人物。

## 生平
河南鄉試第十四名舉人。嘉靖八年（1529年）中式己丑科會試第二百一名，登第三甲第二百一十四名進士。九年十一月选授山西道試御史，十三年巡按陕西茶馬。出为知府。

## 家族
曾祖劉恕，百戶，贈都察院右副都御史；祖父劉英，百戶，贈都察院右副都御史；父劉瓚，曾任壽官。前母陳氏；母李氏；繼母沈氏。慈侍下。弟劉希召（貢士）。